# Хлебороб (Саратовская область)
Хлеборо́б — хутор в Новоузенском районе Саратовской области. Входит в состав Олоновского муниципального образования. Основан в 1930 году.

## География
Хутор находится на левом берегу реки Чертанла, на расстоянии примерно 20 км (по прямой) на северо-восток от города Новоузенск, административного центра района.

## Население
| 2010 |
| ---- |
| 21   |

### Национальный состав
Согласно результатам переписи 2002 года, в национальной структуре населения казахи составляли 86 % из 37 чел.